# Liste der Monuments historiques in Saint-Georges-Antignac
Die Liste der Monuments historiques in Saint-Georges-Antignac führt die Monuments historiques in der französischen Gemeinde Saint-Georges-Antignac auf.

## Liste der Bauwerke
| Bezeichnung      | Beschreibung              | Standort | Kennzeichnung | Schutzstatus | Datum | Bild           |
| ---------------- | ------------------------- | -------- | ------------- | ------------ | ----- | -------------- |
| Kirche St-Pierre | Erbaut im 12. Jahrhundert | (Lage)   | PA17000030    | Inscrit      | 2000  | weitere Bilder |

## Liste der Objekte
| Bezeichnung          | Beschreibung                                                               | Standort                                                                | Kennzeichnung | Schutzstatus | Datum | Bild |
| -------------------- | -------------------------------------------------------------------------- | ----------------------------------------------------------------------- | ------------- | ------------ | ----- | ---- |
| Glocke               | Bronze, 1613 gegossen                                                      | in der Kirche St-Pierre (Lage)                                          | PM17000381    | Classé       | 1932  |      |
| Altar                | Altar mit Tabernakel; Holz, farbig gefasst, Ende des 19. Jahrhunderts      | in der Kirche St-Pierre (Lage)                                          | PM17001987    | Inscrit      | 2003  |      |
| Liturgische Gewänder | Kasel, Stola, Velum und Manipel; Leinen und Seide, 18. und 19. Jahrhundert | in der Kirche St-Pierre (Lage)                                          | PM17001874    | Inscrit      | 1999  |      |
| Kelch                | Silber, vergoldet, 1684                                                    | ursprünglich in der Kirche St-Pierre; jetzt außerhalb aufbewahrt (Lage) | PM17000711    | Classé       | 1991  |      |